# Indisches Weißschwanz-Stachelschwein
Das Indische Weißschwanz-Stachelschwein (Hystrix indica), auch Indisches Stachelschwein genannt, ist zwischen 60 und 80 Zentimeter groß. Das Gesamtgewicht der Einzeltiere beträgt zwischen 13 und 23 Kilogramm. Damit zählt es zu den größten Vertretern seiner Familie.

## Aussehen
Die Tiere haben einen länglichen Körper mit kurzen Beinen. Die Kopfform ist sehr flach. Das vorn am Körper befindliche Fell ist schwarz, am Hals befindet sich ein dicker weißer Streifen. In Richtung Schwanzende geht das Fell fließend in längliche zylindrische schwarz und weiß gefärbte, aufstellbare Stacheln über. Am Kopf tragen sie einen grauen Kamm. Die Kopf-Rumpf-Länge beträgt 45–93 cm, das Gewicht 8–27 kg.

## Verbreitung und Lebensraum

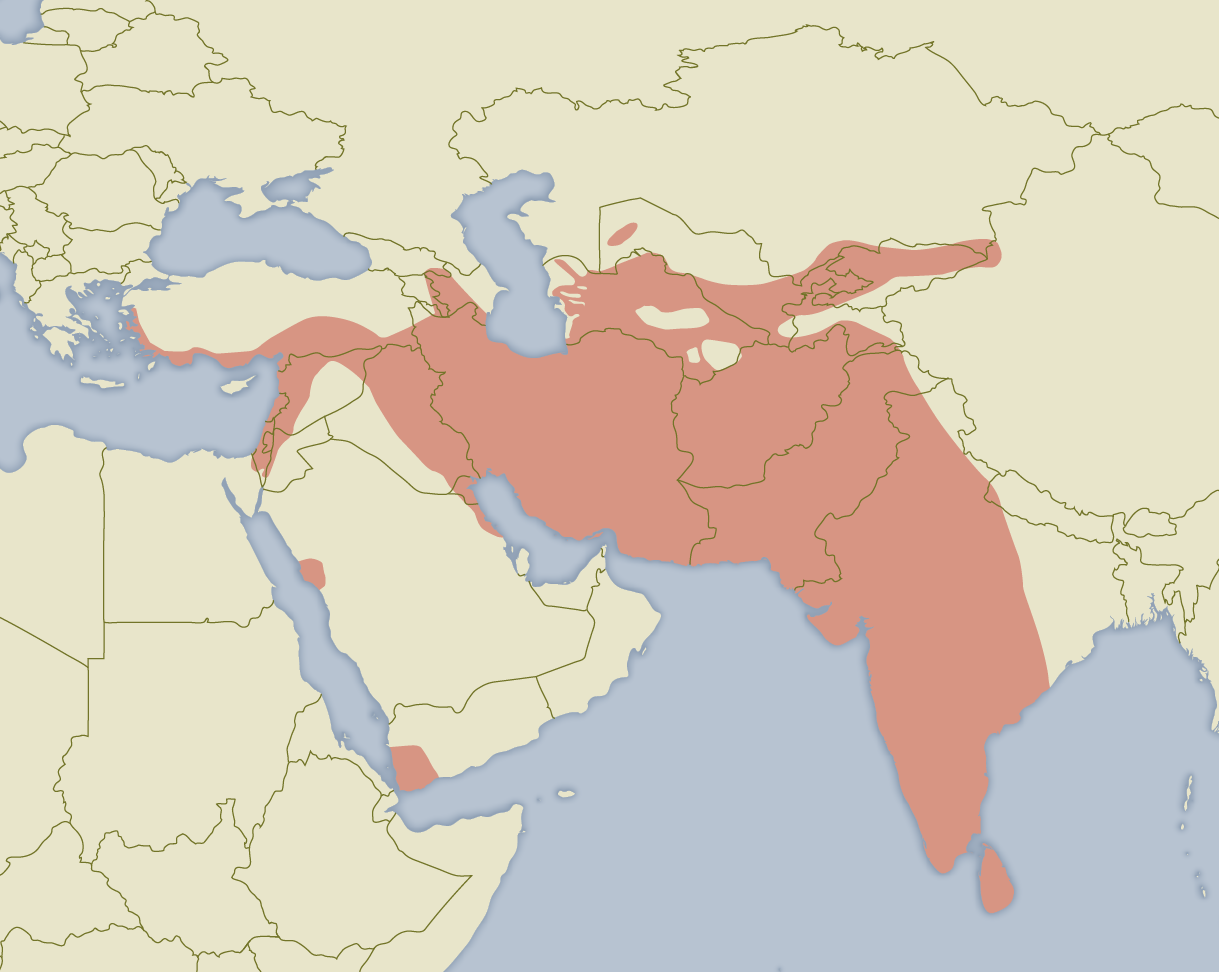
Verbreitung des Indischen Weißschwanz-Stachelschweins

Weißschwanzstachelschweine kommen in der Türkei, dem östlichen Mittelmeerraum, in Zentralasien, bis nach Indien, Nepal und der Volksrepublik China vor. In Großbritannien wurden sie vom Menschen eingeführt. Sie bewohnen eine Vielzahl von Lebensräumen wie gemäßigte Wälder, Tropenwälder und Savannen, kommen aber auch landwirtschaftlicher genutzter Flächen wie Äckern, Plantagen oder in menschlichen Gärten vor. Auch im Gebirge sind sie bis in eine Höhe von 2.400 Metern anzutreffen.

## Lebensweise und Fortpflanzung

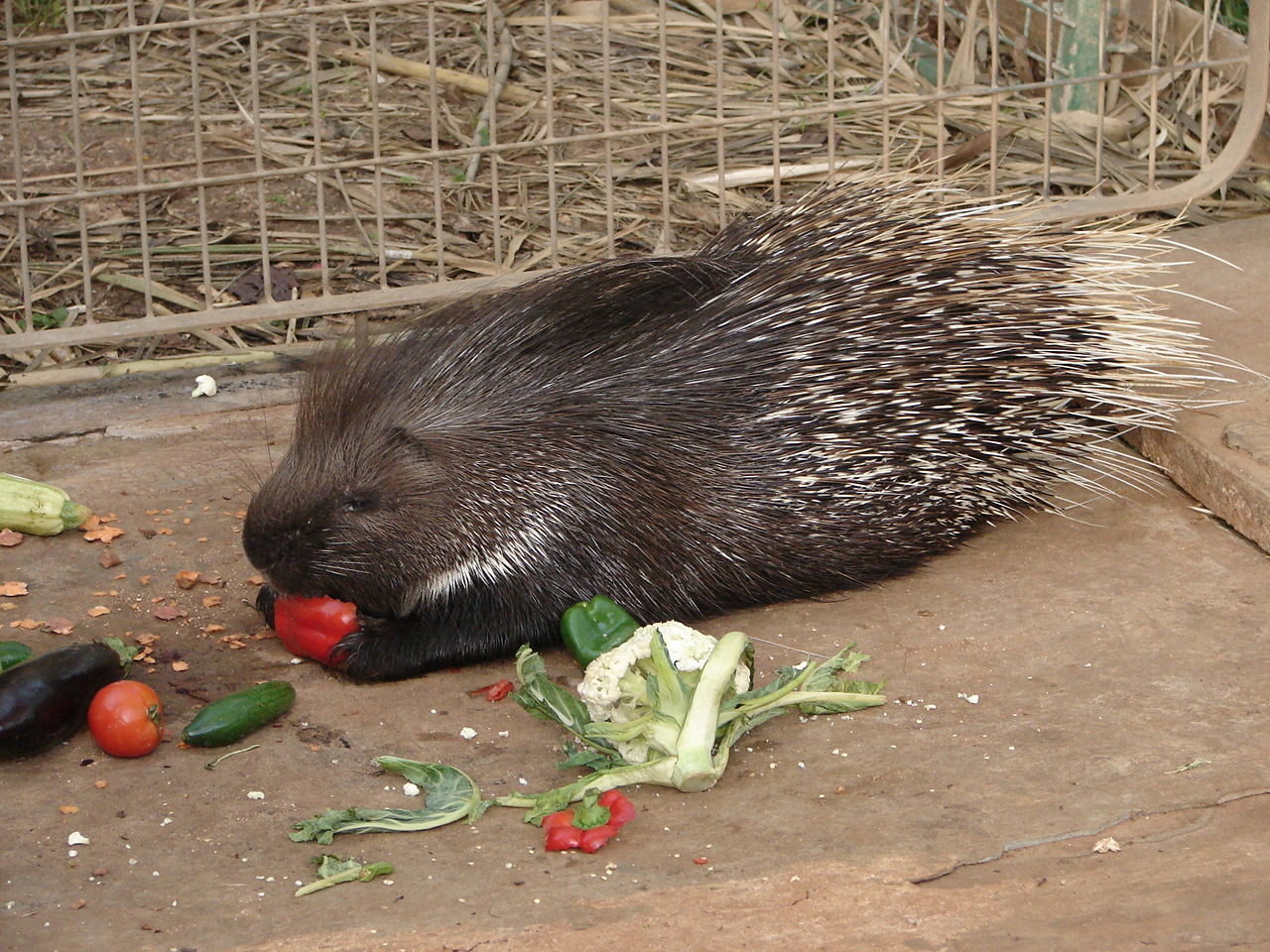
Fressendes Weißschwanz-Stachelschwein
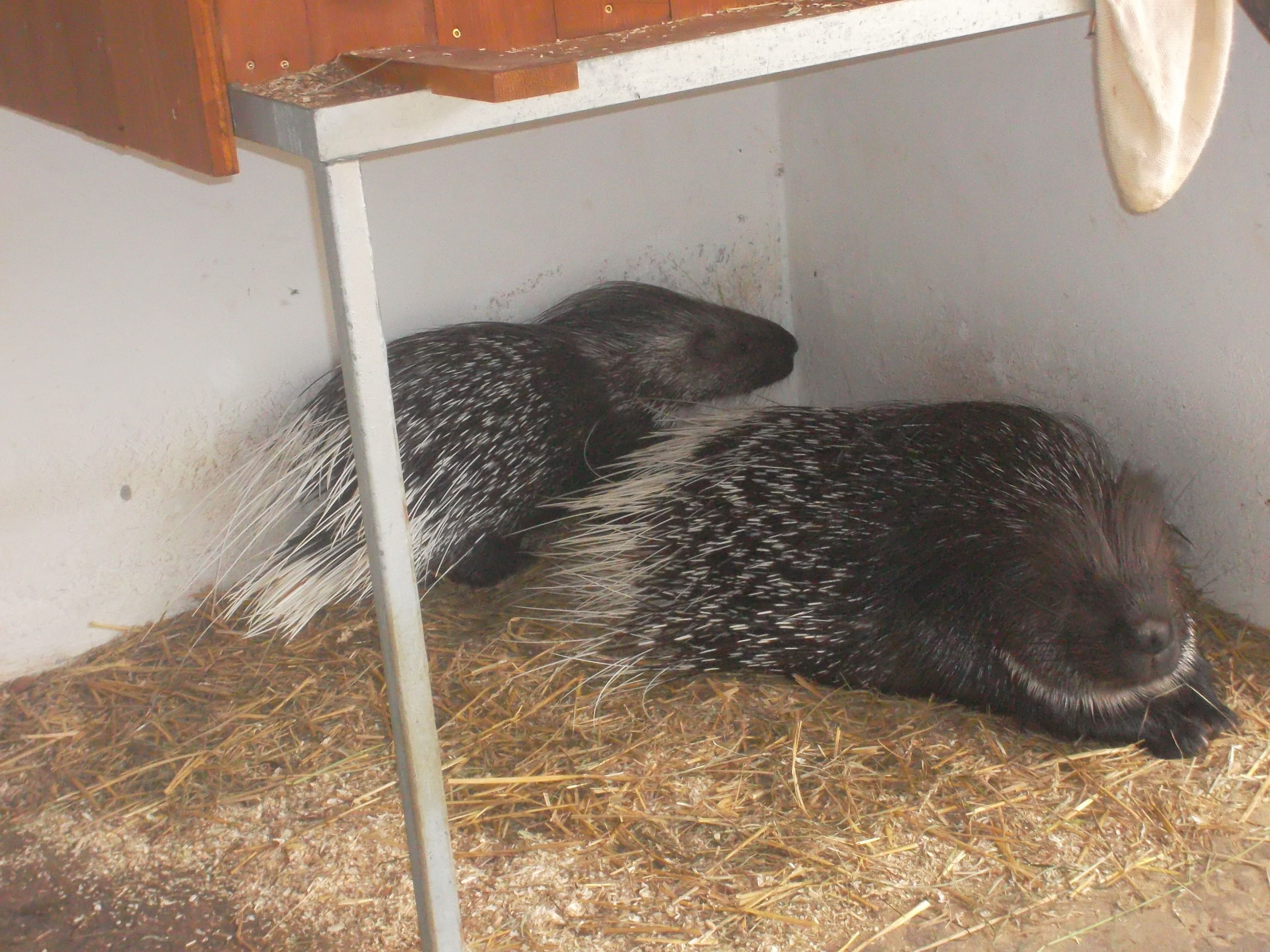
Zwei ruhende Weißschwanz-Stachelschweine
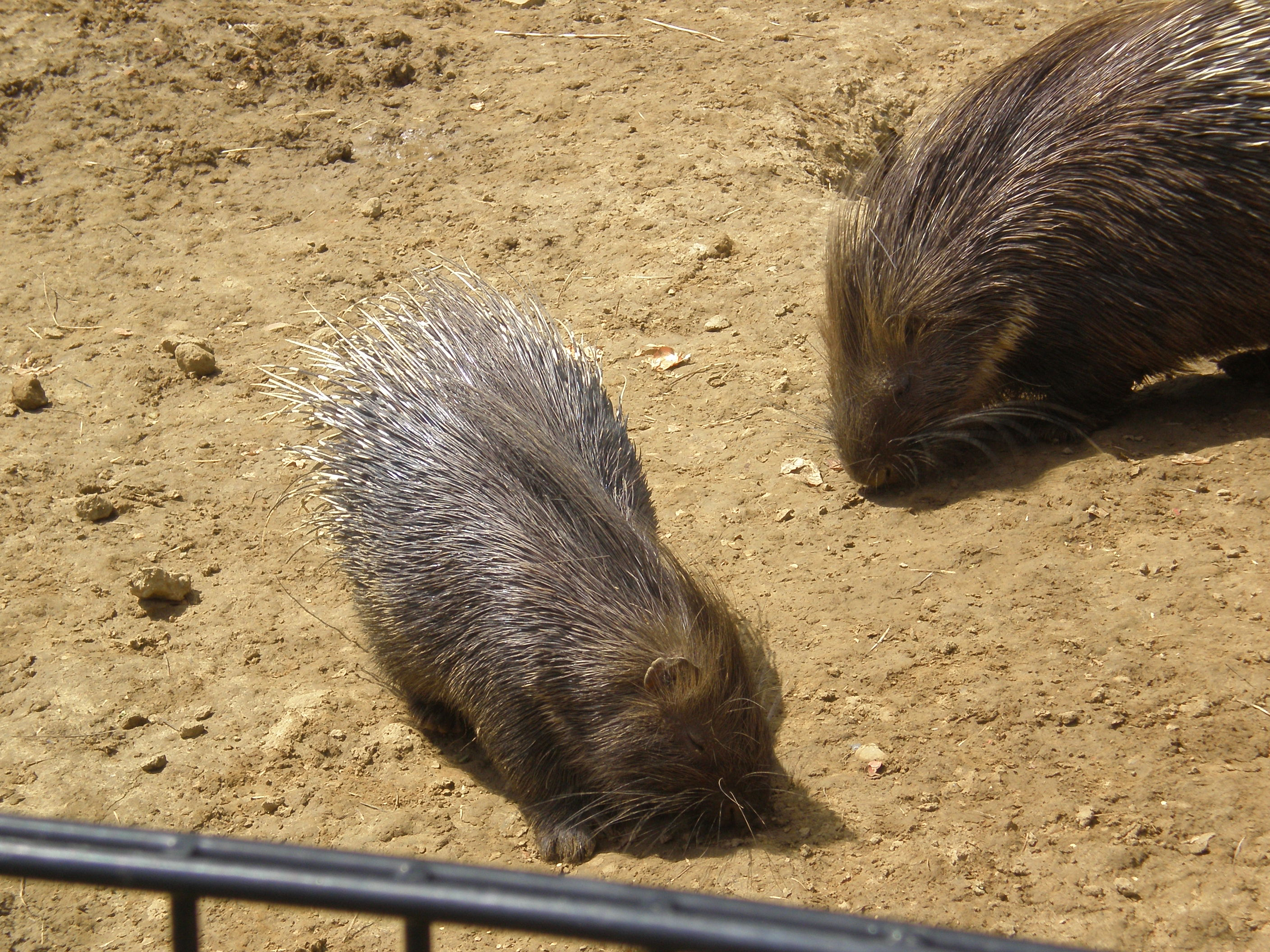
Junges Weißschwanz-Stachelschwein
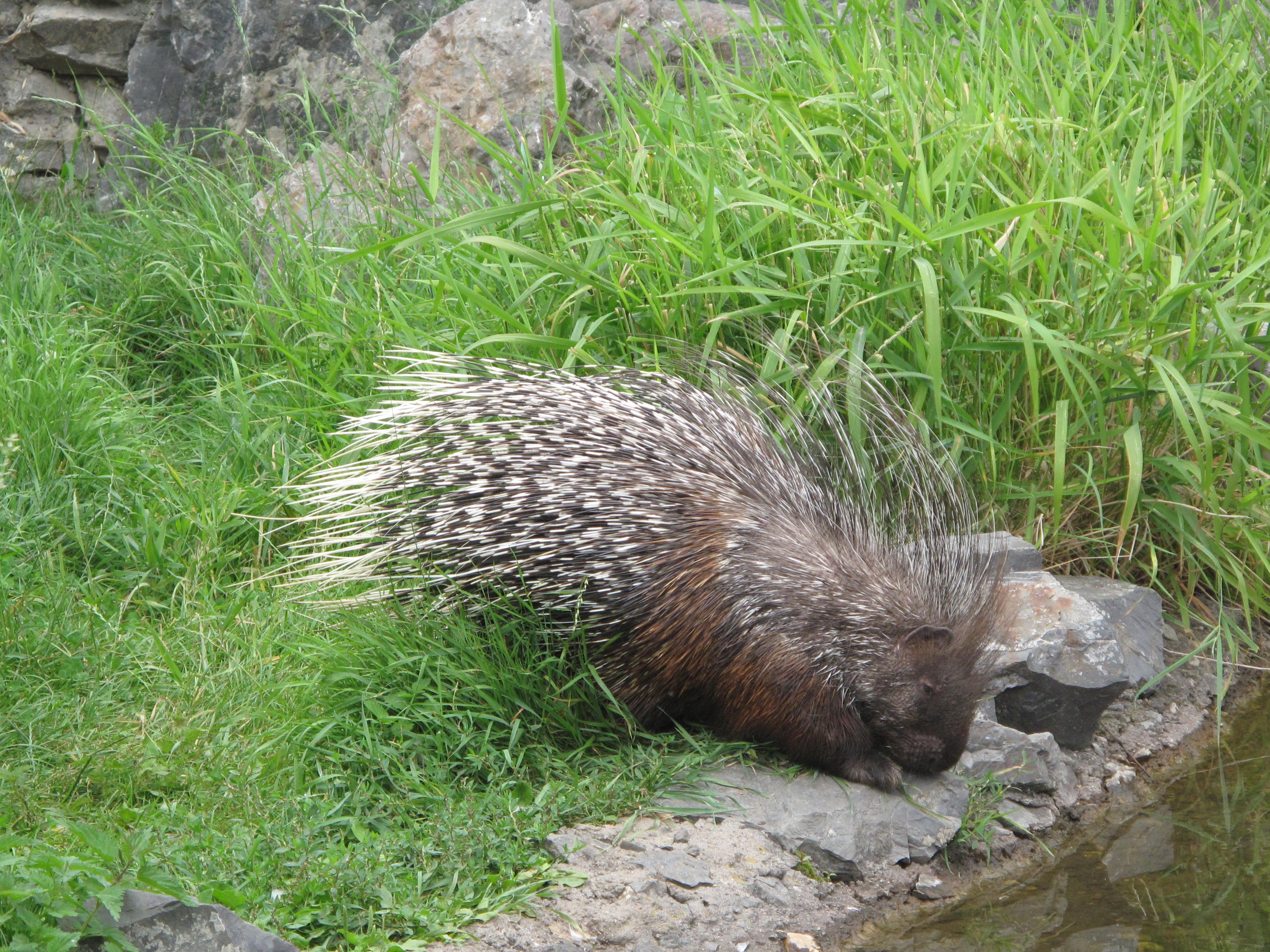
Weißschwanz-Stachelschwein

Das nachtaktive Weißschwanz-Stachelschwein ernährt sich von Wurzeln, Pflanzenknollen, Baumrinde, verschiedenen Früchten und auch von Überresten von verendeten Tieren, um seinen Phosphatbedarf zu decken und auch um seine Nagezähne zu schleifen. Die Tiere leben in kleinen Gruppen zusammen und verteidigen sehr energisch ihr Revier gegen fremde Artgenossen. Die Männchen markieren ihr Territorium mit Hilfe von Duftdrüsen. Als Schlafstelle dienen ihnen selbst gegrabene Erdbauten. Die Tragezeit beträgt ca. 90 Tage. Die Zitzen der Weibchen befinden sich an der Körperseite. Die Jungen kommen im Alter von ca. 9 Wochen zum ersten Mal aus ihrem Wurfbau.

## Gefährdung und Schutzmaßnahmen
Da diese Art weit verbreitet ist und keinerlei Bedrohungen bekannt sind, wird sie von der IUCN als (Least Concern) nicht gefährdet gelistet.